# Rondibilis amanoi
Rondibilis amanoi är en skalbaggsart som först beskrevs av Hayashi 1961.  Rondibilis amanoi ingår i släktet Rondibilis och familjen långhorningar. Inga underarter finns listade i Catalogue of Life.